# Longinos Navás
Longinos Navás Ferrer (Cabacés, 7 maart 1858 – Gerona, 31 december 1938) was een Spaans botanicus en entomoloog. Hij was gespecialiseerd in de Plecoptera (steenvliegen) en de Neuroptera (netvleugeligen).
De Neuroptera-collectie van Navás is te zien in het Museo Nacional de Ciencias Naturales de Cataluña. Zijn vlindercollectie is te bezichtigen in de Universiteit van Zaragoza.
De vader van Navás was een Jezuïtische priester.

## Bron
- Dit artikel of een eerdere versie ervan is een (gedeeltelijke) vertaling van het artikel Longinos Navás Ferrer op de Spaanstalige Wikipedia, dat onder de licentie Creative Commons Naamsvermelding/Gelijk delen valt. Zie de bewerkingsgeschiedenis aldaar.

- Biblioteca Nacional de España: XX1046658
- Author citation (botany): Navás
- Catàleg d'autoritats de noms i títols de Catalunya: 981058513899206706
- Gemeinsame Normdatei: 1175971847
- International Standard Name Identifier: 0000 0000 3270 3166
- Library of Congress Control Number: n91038901
- Nederlandse Thesaurus van Auteursnamen: 162638191
- Réseau des bibliothèques de Suisse occidentale: 02-A022985387
- Istituto Centrale per il Catalogo Unico: CUBV118779
- Système universitaire de documentation: 181875071
- Virtual International Authority File: 16403411
- WorldCat: E39PBJxrTwDmM6PwymKDbKwjYP